# Shivering Timbers
Shivering Timbers sont des montagnes russes en bois aller & retour du parc Michigan's Adventure, situé à Muskegon, dans le Michigan, aux États-Unis. En termes de longueur, ce sont les septièmes plus longues montagnes russes en bois au monde avec 1 640,7 mètres.

## Statistiques
- Trains : 2 trains de 6 wagons. Les passagers sont placés par deux sur deux rangs pour un total de 24 passagers par train.
- Éléments : Lft hill de 37,2 mètres de haut, suivi de deux bosses de 30,5 mètres et 29 mètres / Trick Track / Hélice.

## Classements
| Classement | 4 | 2 | 2 | 2 | 2 | 2 | 3 | 6 | 6 | 7 | 10 | 11 | 9 |

| Classement | 2 | 2 | 2 | 1 | 3 | 1 | 10 | 14 | 15 | 19 | 24 | 22 | 21 |

| Classement | - | 3 | - |